# Ōi Saidan
Ōi Saidan (jap. 大井 際断; * 26. Februar 1915, Nishinomiya, Japan; † 27. Februar 2018) war der Oberpriester (kanchō) der Rinzai-shū-Linie des Hōkō-ji (Shinjitai: 方広寺, Kyūjitai: 方廣寺) in Okuyama, Inasa-chō, Kita-ku, Hamamatsu.
1921 wurde er Priester (oshō) im Moshō-ji (茂松寺) in Nishinomiya. 1940 machte er seinen Abschluss in Philosophie an der Universität Kyōto. 1948 wurde er Abt (住職, jūshoku) am Moshō-ji. Während dieser Zeit studierte er Zen unter Ienaga Ichidō (家永 一道) vom Tōfuku-ji.
Er wurde zum Dharma-Nachfolger von Ichidō und lehrte Zen-Philosophie als Professor an der buddhistischen Hanazono-Universität. Im April 1960 wurde er Abt der Meditationshalle des Manju-ji (萬壽寺) in Ōita und im März 1975 Abt im Tōkai-an (東海庵) im Myōshin-ji. Anschließend wurde er ab Oktober 1990 Oberhaupt der Hōkō-ji-Schule (方廣寺派管長, Hōkō-ji-ha kanchō) und Zen-Meister (shike) am Hōkō-ji.
Dort öffnete er die Zen-Schulung für Laien, auch für Frauen und für Schüler aus dem Westen.
Ōi Saidan leitete ab 1982 Zen-Sesshin (Meditationsretreats) in Deutschland. Zuletzt war er während der EXPO 2000 im Lebensgarten Steyerberg und in Hannover.
Mit der Repräsentation seiner Lehrtradition in Deutschland betraute er Christoph „Rei Ho“ Hatlapa aus Steyerberg, Lehrer der Choka-Sangha. 1993 erhielt er von Oi Saidan Roshi die Dharmaübertragung. Im Jahr 2000 wurde er für diese Traditionslinie in Deutschland beauftragt.
Weitere Schülerinnen und Schüler sind Rei Shin Bigan und Nadine „Rei Myo“ Tierelinckx.